# Stenus clavicornis
Stenus clavicornis es una especie de escarabajo del género Stenus, familia Staphylinidae. Fue descrita científicamente por Scopoli en 1763.
Habita en Reino Unido, Suecia, Países Bajos, Noruega, Finlandia, Alemania, Austria, Rusia, Estonia, Francia, Ucrania, Luxemburgo, Polonia, Estados Unidos, Mongolia, Bélgica, Dinamarca, Canadá, Japón, Suiza, Lituania, Bielorrusia, Marruecos y Rumania.